# Joan Bodon
Joan Bodon, ou Jean Boudou em francês, (Crespin, 11 de dezembro de 1920, Larbatache, Argélia, 24 de fevereiro de 1975) foi um novelista francês de língua occitana.

## Biografia
Joan Bodon nasceu em 1920 numa família modesta em Crespin, filho de Ciprian Bodon e de Albania Balsà, parenta em grau longínquo do escritor francês de origem occitana, Honoré de Balzac. Sua escolaridade primária se fez numa vila e depois no curso complementar de Naucelà em 1932. Foi aquele, em que brotou sua vocaçãode escritor e seu interesse pelo occitan, quando descobriu a obra de Justin Besson e sobretudo seu poema, “Do berçário à morte”. A morte de seu avô em 1934, provocou-lhe um traumatismo psicológico intenso, a tal ponto que começar a gaguejar, problema que lhe seguiu a vida toda. Apresentou-se ao concurso de entrada à Escola Normal em Rodés e foi admitido em 1938. Aí conheceu Calelhon e depois Enric Molin, que quando viram o talento de Bodon, o incitaram a escrever. Em 1940, tornou-se professor, mas no ano seguinte, no tempo que ensinava em Castanet, teve que partir para o Serviço de Trabalho Obrigatório, depois de ser convocado para o Campo da Juventude de Andusa.

## As Obras de Joan Bodon
Da estética e da ética da literatura occitana, chega-se à escrita da modernidade. Traz à cena o destino muitas vezes trágico da civilização occitana e dos homens, que se mesclam com ela. A universalidade de seus temas se encobre de uma minuciosa descrição da civilização occitana.
Na prosa, é autor do romance “La Grava sul Camin” – A Pedra no Caminho. O Livro dos Grandes Dias, O livro de Catòia...E os contos de minha casa, os contos de Balsàs (que nos revela da importância do occitana e de sua linhagem ao lado do grande escritor Honoré de Balzac)... É também criador de poesias, muitas vezes, vertidas em canções.
O Livro de Catòia foi traduzido para catalão em 1973 por Artur Quintana e uma edição foi publicada em 2009. O Livro dos Grandes Dias foi traduzido para o catalão em 2015 por Joan-Lluís Lluís (Club Editor, Barcelona). O occitanista catalão Jaume Figueras, que traduziu “Verd Paradis” (Paraíso Verde) de Max Roqueta, começou a trabalhar sobre a tradução dos Contos dels Bassàs, que deverá sair breve.

## A Herança de Joan Bodon
A obra de Bodon é essencial para a recuperação linguística que se operava no fim do século XX. A língua proposta por Joan Bodon serviu muitas vezes como modelo à língua normativa, e sua frase: “ é sobre as talveras que esta a liberdade”. É, sem dúvida, uma das marcas mais famosas do “occitanismo”, e que inspirou o nome do grupo: “La Talvera”.
Seus poemas inspiraram em parte, a nova canção occitana, e sobretudo o cancioneiro languedoquiano, Mans de Breich, que foi o primeiro a colocar na música, seus escritos, como na canção: “Los carbonièrs de La Sala” e depois “Alba d'Occitània ont " e “Canta Bodon”. Depois, em 1986, foi estabelecido um prêmio chamado “Prèmi Joan Bodon”, que recompensa uma obra em occitano.
Em 2010, se criou um museu chamado “L´ostal Joan Bodon”, em sua cidade natal, em Crespin.